# Hemihetrodes bachmanni
Hemihetrodes bachmanni is een rechtvleugelig insect uit de familie sabelsprinkhanen (Tettigoniidae). De wetenschappelijke naam van deze soort is voor het eerst geldig gepubliceerd in 1887 door Karsch.